# Palazzo Comunale (Nocera Inferiore)

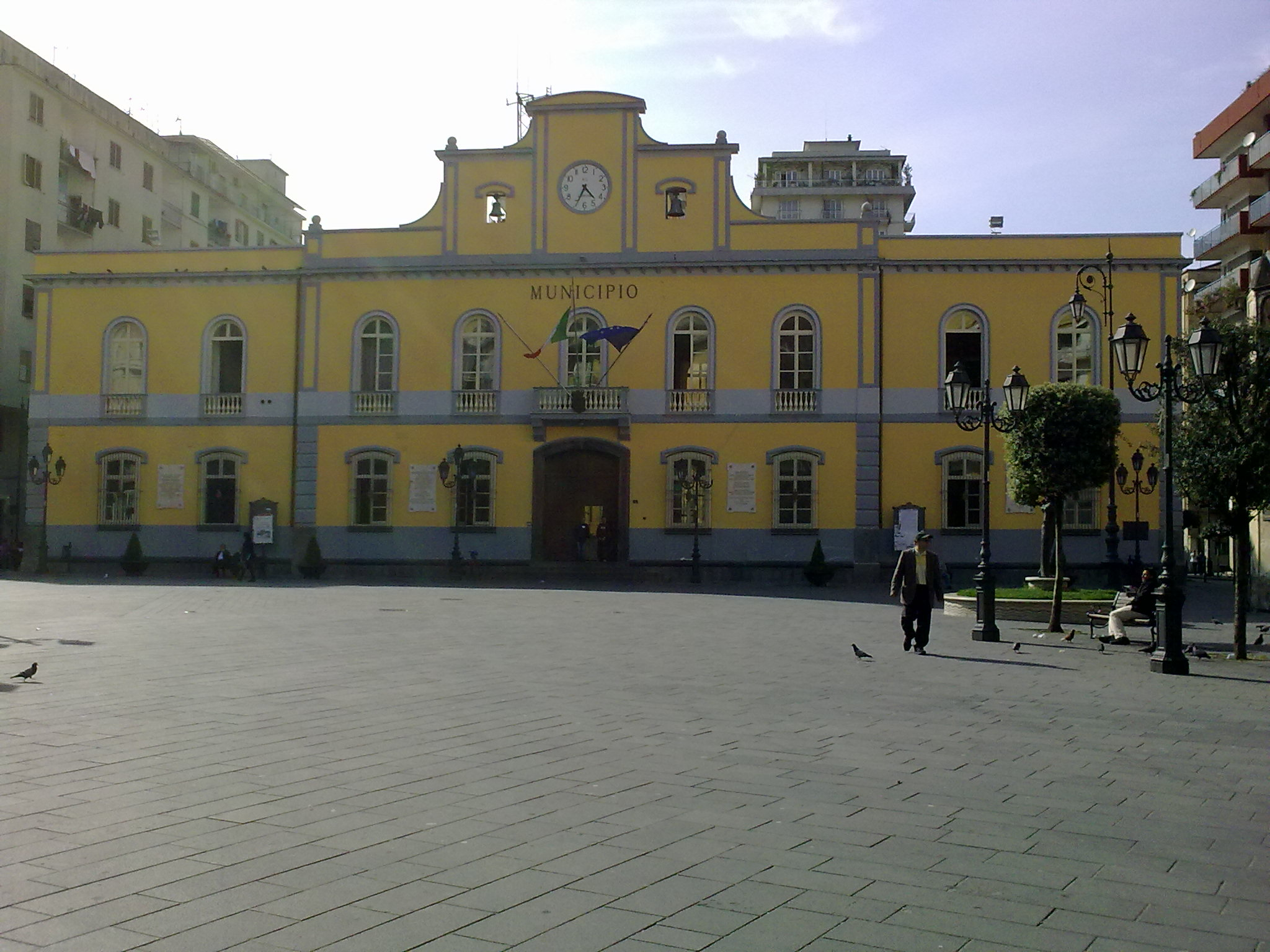
Palazzo Comunale in Nocera Inferiore

Der Palazzo Comunale ist ein Palast aus dem 19. Jahrhundert an der Piazza Armando Diaz, 1, im Zentrum von Nocera Inferiore in der italienischen Provinz Kampanien. Dort ist die Stadtverwaltung untergebracht.

## Geschichte
Das heutige Rathaus wurde 1885 unter der Leitung des Architekten Carmelo Conte aus Salerno fertiggestellt.

## Beschreibung
Das Gebäude hat einen rechteckigen Grundriss und umschließt zwei große Innenhöfe, die jeweils auf drei Seiten mit Vorhallen versehen sind. Es hat zwei Stockwerke und ein Flachdach. Eine Bronzestatue des Mercurius schmückt die Monumentaltreppe auf der rechten Seite des Eingangs. Die Fassade wird durch eine große Uhr dominiert, die einst von zwei Glocken flankiert wurde.
Früher war in dem Gebäude auch die Grundschule Ugo Fuscolo untergebracht.

## Bildergalerie

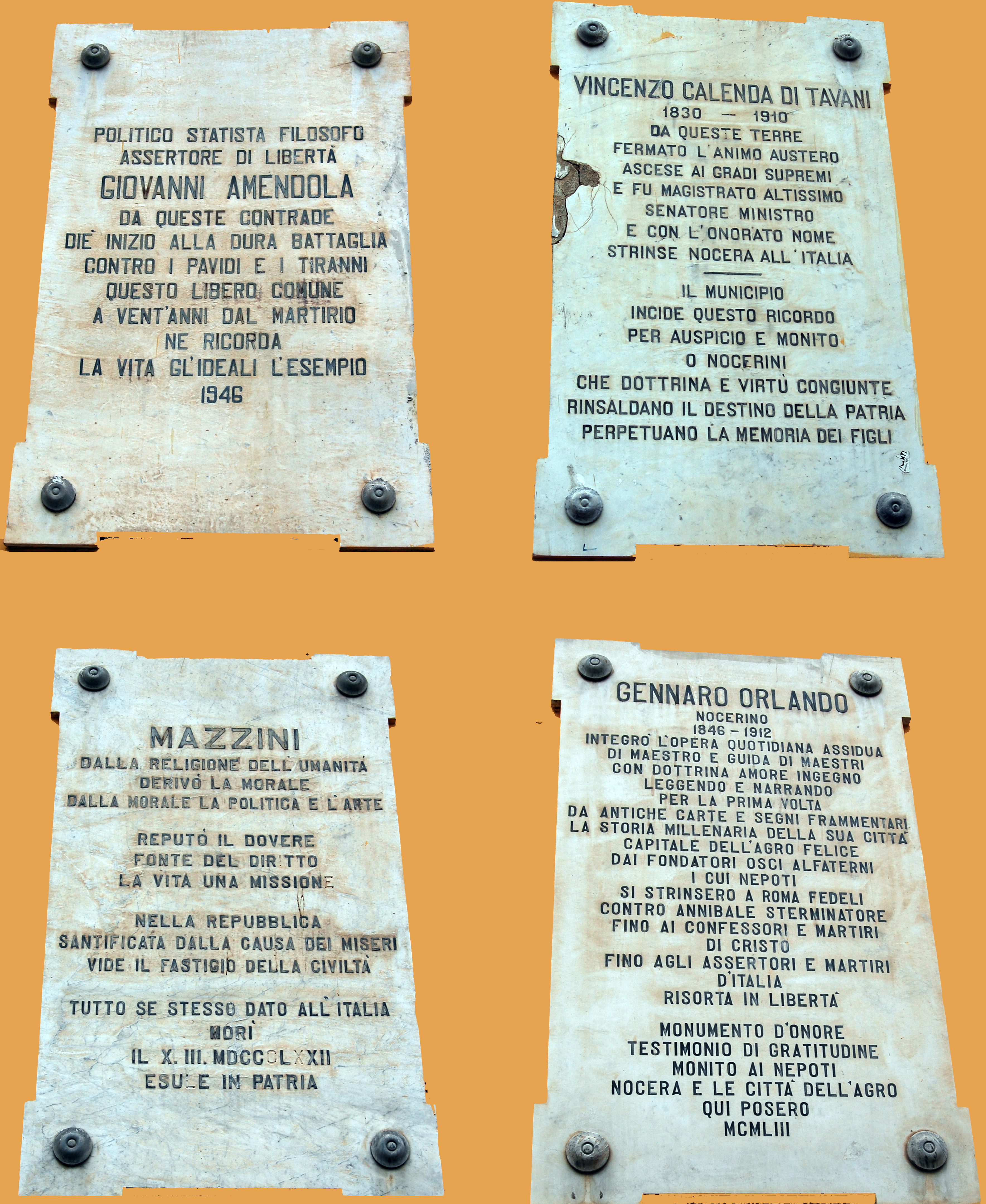
Steintafeln von der Fassade